# Mosetén
El mosetén és una llengua ameríndia de Bolívia, que pertany a la família de les llengües mosetenes, parlada a l'Amazònia occidental, al nord del Departament de La Paz, per unes 800 persones. És molt propera o és una variant del tsimané, les dues llengües són mútuament intel·ligibles però considerades com a dues llengües diferents pels mosetens i tsimane'.